# Тихонов, Василий Викторович
Васи́лий Ви́кторович Ти́хонов (13 мая 1958, Москва, СССР — 7 августа 2013, Москва, Россия) — советский и российский хоккейный тренер.

## Биография
В 1976—1981 годах играл защитником в команде «Латвияс берзс» (первая и вторая лига чемпионатов СССР).
С 1977 года начал работать хоккейным тренером. В 1985—1990 годах — старший тренер юниорской команды ХК «Динамо» (Рига).
В 1990 году стал главным тренером юниорской команды ХК «Эссят» (Пори, Финляндия), а через некоторое время — основной команды этого же клуба, выступавшего в СМ-Лиге.
С 1993 года был помощником главного тренера клуба «Сан-Хосе Шаркс», выступающего в НХЛ. В 1995—1996 годах — главный тренер команды «Канзас-Сити Блэйдз», выступающей в Интернациональной хоккейной лиге. В 1996 году возвратился в «Сан-Хосе Шаркс» на должность помощника главного тренера.
В 1999—2001 годах был главным тренером ХК «Лукко» (Раума).
В 2001—2002 годах — главный тренер «Лангнау» из Швейцарской национальной лиги.
В 2002—2003 годах работал старшим тренером в ХК ЦСКА. 
В 2003—2010 — помощник президента ХК ЦСКА.
В 2010—2011 являлся старшим тренером ХК «Авангард». 
В 2011 году вошёл в состав тренерского штаба ХК «Ак Барс».
В декабре 2012 года был назначен советником главного менеджера ХК ЦСКА по спорту и кадрам, а позже вошёл в состав его тренерского штаба.
7 августа 2013 года Василий Тихонов погиб в результате несчастного случая, выпав из окна своей квартиры. Пытаясь удалить часть защитной фасадной сетки, закрывавшей обзор из окна, оступился и упал вниз с высоты 4-го этажа.
Похоронен на Ваганьковском кладбище (участок № 43). Позже на том же кладбище был похоронен его отец (центральная аллея, участок № 2).

## Семья
Отец — Виктор Тихонов (1930—2014) — главный тренер сборной СССР и России по хоккею, трижды подряд приводил сборную СССР и Объединённую команду к победе на Олимпийских играх.
Сын — Виктор Тихонов-младший (род. 1988), хоккеист, чемпион мира (2014).
Дочь — Татьяна, выступала за различные хоккейные клубы Швеции и Финляндии.